# Lijst van kastelen in Zuid-Holland
Dit is een lijst van kastelen in de Nederlandse provincie Zuid-Holland. In de lijst zijn alleen die kastelen en voormalige kastelen opgenomen die verdedigbaar waren of zo bedoeld zijn, en voor bewoning bestemd waren. Een deel van de kastelen in de lijst is op dit moment een landhuis dat gebouwd is op de fundamenten van een (verdwenen) kasteel.
| Kasteel                        | Plaats                 | Gemeente                       | Bouwperiode           | Type               | Huidige staat                                                                                           | Toegankelijk               | Afbeelding |
| ------------------------------ | ---------------------- | ------------------------------ | --------------------- | ------------------ | --- | -------------------------- | ---------- |
| Abbenbroek                     | Abbenbroek             | Nissewaard                     | 13e eeuw              |                    | verdwenen                                                                                               |                            |            |
| Abspoel                        | Oegstgeest             | Oegstgeest                     | 15e eeuw              |                    | verdwenen                                                                                               |                            |            |
| Adegeest                       | Voorschoten            | Voorschoten                    | 14e eeuw              |                    | landhuis deels behouden als boerderij                                                                   | nee                        |            |
| Alphen                         | Alphen aan den Rijn    | Alphen aan den Rijn            |                       |                    | |                            |            |
| Altena                         | Delft                  | Delft                          |                       |                    | restanten ondergronds                                                                                   |                            |            |
| Burcht van Arkel               | Arkel                  | Molenlanden                    | vóór 1008             |                    | 13e eeuw verdwenen                                                                                      |                            |            |
| Bellesteyn                     | Wassenaar              | Wassenaar                      | 1472                  |                    | 17e-eeuwse boerderij                                                                                    |                            |            |
| Berendrecht                    | Leiderdorp             | Leiderdorp                     | 1421                  |                    | afgebroken in 1574                                                                                      |                            |            |
| Bergendaal                     | Voorhout               | Teylingen                      |                       |                    | restanten ondergronds                                                                                   |                            |            |
| Binckhorst                     | Den Haag               | Den Haag                       |                       |                    | verbouwd                                                                                                | nee                        |            |
| Binnenhof, Het                 | Den Haag               | Den Haag                       |                       |                    | | ja                         |            |
| Blaauwe Toren, De              | Gorinchem              | Gorinchem                      |                       | Donjon             | restanten ondergronds                                                                                   |                            |            |
| Bleydestein                    | Heenvliet              | Nissewaard                     | midden 13e eeuw       | mottekasteel       | 1418 afgebroken, restanten ondergronds                                                                  | openbaar park              |            |
| Blotinge                       | Rijswijk               | Rijswijk                       |                       |                    | restanten ondergronds                                                                                   |                            |            |
| Boekenburg                     | Voorhout               | Teylingen                      | 14e eeuw              |                    | restanten ondergronds                                                                                   |                            |            |
| Boekestein                     | De Lier                | Westland                       |                       |                    | restanten ondergronds                                                                                   |                            |            |
| Boekhorst                      | Noordwijkerhout        | Noordwijk (Zuid-Holland)       | circa 1272            |                    | 1743 afgebroken                                                                                         |                            |            |
| Boshuysen                      | Leiden                 | Leiden                         |                       |                    | restanten ondergronds                                                                                   |                            |            |
| Bulgersteyn                    | Rotterdam              | Rotterdam                      |                       |                    | restanten ondergronds                                                                                   |                            |            |
| Burch, Den                     | Rijswijk               | Rijswijk                       |                       |                    | restanten ondergronds                                                                                   |                            |            |
| Burcht, De                     | Leiden                 | Leiden                         |                       |                    | volledig intact                                                                                         | ja                         |            |
| Burcht, De                     | Oostvoorne             | Westvoorne                     |                       |                    | ruïne                                                                                                   | ja                         |            |
| Calorama                       | Noordwijk              | Noordwijk                      |                       |                    | | nee                        |            |
| Capelle                        | Capelle aan den IJssel | Capelle aan den IJssel         |                       |                    | restanten ondergronds, alleen slotgevangenis nog intact                                                 |                            |            |
| Coebel                         | Leiden                 | Leiden                         | 15e eeuw              |                    | 1573 afgebroken                                                                                         |                            |            |
| Cranenburg                     | Bleiswijk              | Lansingerland                  | 1106                  |                    | vóór 1573 afgebroken                                                                                    |                            |            |
| Crayestein                     | Dordrecht              | Dordrecht                      |                       |                    | restanten ondergronds                                                                                   |                            |            |
| Cronestein                     | Leiden                 | Leiden                         |                       |                    | restanten ondergronds                                                                                   |                            |            |
| Crooswijk                      | Rotterdam              | Rotterdam                      | 1256-1275             |                    | 1828 afgebroken                                                                                         |                            |            |
| Develstein                     | Zwijndrecht            | Zwijndrecht                    |                       |                    | gracht zichtbaar                                                                                        |                            |            |
| Dever                          | Lisse                  | Lisse                          |                       |                    | volledig intact                                                                                         | ja                         |            |
| Diepenburg                     | De Lier                | Westland                       |                       |                    | gracht en verhoging zichtbaar                                                                           |                            |            |
| Does, ter                      | Leiderdorp             | Leiderdorp                     | eind 13e eeuw         |                    | 1740 afgebroken, restanten ondergronds                                                                  |                            |            |
| Donck, ten                     | Ridderkerk             | Ridderkerk                     |                       |                    | |                            |            |
| Dorp                           | Schipluiden            | Midden-Delfland                |                       |                    | restanten ondergronds                                                                                   |                            |            |
| Dubbelhof                      | Oegstgeest             | Oegstgeest                     |                       |                    | |                            |            |
| Duivenvoorde                   | Voorschoten            | Voorschoten                    |                       |                    | verbouwd                                                                                                | ja                         |            |
| Duivenstein                    | Leidschendam-Voorburg  | Voorburg                       | 14e eeuw              |                    | begin 17e eeuw afgebroken, vervangen door twee boerderijen (waarvan Oost-Duivestein is behouden)        | nee                        |            |
| Endegeest                      | Oegstgeest             | Oegstgeest                     |                       |                    | verbouwd                                                                                                | nee                        |            |
| Endepoel                       | Warmond                | Teylingen                      | vóór 1222             |                    | restanten ondergronds                                                                                   |                            |            |
| Engelsche Boomgaert, 'd'       | Vlaardingen            | Vlaardingen                    |                       |                    | restanten ondergronds                                                                                   |                            |            |
| Foreest                        | Naaldwijk              | Westland                       |                       |                    | restanten ondergronds                                                                                   |                            |            |
| Foreest                        | Koudekerk aan den Rijn | Rijnwoude                      |                       |                    | verdwenen                                                                                               |                            |            |
| Hof van Putten                 | Geervliet              | Nissewaard                     | 13e/14e eeuw          |                    | afgebroken 1830, restanten ondergronds                                                                  |                            |            |
| Giessenburg                    | Giessenburg            | Giessenlanden                  | 1411 (?)              |                    | rond 1802 afgebroken, reliëf is nog zichtbaar                                                           | op verzoek                 |            |
| Gravensteen, Het               | Leiden                 | Leiden                         |                       |                    | verbouwd                                                                                                | nee                        |            |
| Groot Haesebroek               | Wassenaar              | Wassenaar                      | 14e eeuw              |                    | buitenplaats met monumentale woning uit 1930-1931                                                       |                            |            |
| 's Heeraartsberg               | Bergambacht            | Krimpenerwaard                 | 14e eeuw              |                    | afgebroken in 1909, nadien overbouwd                                                                    |                            |            |
| Hof, Het                       | Wateringen             | Westland                       |                       |                    | restanten ondergronds                                                                                   |                            |            |
| Hofwijck                       | Voorburg               | Leidschendam-Voorburg          |                       |                    | | ja                         |            |
| Holy                           | Vlaardingen            | Vlaardingen                    |                       |                    | restanten ondergronds                                                                                   |                            |            |
| Honingen                       | Rotterdam              | Rotterdam                      |                       |                    | gracht zichtbaar                                                                                        |                            |            |
| Honselaarsdijk                 | Honselersdijk          | Westland                       |                       |                    | |                            |            |
| Horst, Ter                     | Voorschoten            | Voorschoten                    |                       |                    | verbouwd                                                                                                | nee                        |            |
| Huis ten Berghe                | Hillegersberg          | Rotterdam                      |                       |                    | restanten                                                                                               | ja                         |            |
| Kasteel van de Heren van Arkel | Gorinchem              | Gorinchem                      | 1273-1290             |                    | afgebroken 1412, restanten ondergronds                                                                  |                            |            |
| Kasteel, Het                   | Gouda                  | Gouda                          |                       |                    | verbouwd                                                                                                |                            |            |
| Keenenburg                     | Schipluiden            | Midden-Delfland                |                       |                    | restanten ondergronds                                                                                   |                            |            |
| Keukenhof                      | Lisse                  | Lisse                          |                       |                    | | ja                         |            |
| Klein Poelgeest                | Koudekerk aan den Rijn | Rijnwoude                      | 14e eeuw              |                    | 1832 afgebroken                                                                                         |                            |            |
| Langerak                       | Langerak               | Molenwaard                     | vóór 1253             |                    | afgebroken in 1840, restanten ondergronds                                                               | ja                         |            |
| Langestein                     | Langerak               | Molenwaard                     | vóór 1253             |                    | afgebroken 17e of 18e eeuw                                                                              |                            |            |
| Leeuwen, Huis                  | Alphen aan den Rijn    | Alphen aan den Rijn            |                       |                    | ligging onbekend                                                                                        |                            |            |
| Leiderdorp, te                 | Leiderdorp             | Leiderdorp                     |                       |                    | restanten ondergronds                                                                                   |                            |            |
| Liesveld                       | Groot-Ammers           | Molenlanden                    | eind 13e eeuw         |                    | koetshuis bewaard gebleven                                                                              |                            |            |
| Lips, Ter                      | Voorschoten            | Voorschoten                    | 14e eeuw              |                    | 1743 afgebroken, restanten ondergronds                                                                  |                            |            |
| Loo, De                        | Voorburg               | Leidschendam-Voorburg          |                       |                    | restanten ondergronds                                                                                   | nee                        |            |
| Huis ter Lucht                 | Noordwijk              | Noordwijk                      |                       |                    | Door de zee verzwolgen                                                                                  |                            |            |
| Madeburcht                     | Delft                  | Delft                          | 13e eeuw              | mottekasteel       | kort na 1500 verdwenen                                                                                  |                            |            |
| Marenburch                     | Rhoon                  | Albrandswaard                  | 1199                  | donjon             | 1421 verwoest door overstroming; restanten ondergronds                                                  |                            |            |
| Mathenesse                     | Schiedam               | Schiedam                       |                       |                    | restanten                                                                                               | ja                         |            |
| Meerburg                       | Zoeterwoude            | Zoeterwoude                    | vóór 1316             |                    | restanten ondergronds                                                                                   |                            |            |
| Merwede, Te                    | Dordrecht              | Dordrecht                      |                       |                    | restanten                                                                                               | ja                         |            |
| Mey, ter                       | Leiderdorp             | Leiderdorp                     |                       |                    | 1800 afgebroken                                                                                         |                            |            |
| Meye, van der                  | De Meije               | Nieuwkoop                      | 1100                  | mottekasteel       | verdwenen                                                                                               |                            |            |
| Middelgeest, zie Huis Roucoop  |                        |                                |                       |                    | |                            |            |
| Molenwerf, De                  | Gouda                  | Gouda                          | 13e eeuw              |                    | restanten ondergronds                                                                                   | nee                        |            |
| Niemandsvriend                 | Niemandsvriend         | Sliedrecht                     | 12e eeuw (?)          | tolhuis            | verdwenen kort na 1360                                                                                  |                            |            |
| Nieuburgh, Ter                 | Rijswijk               | Rijswijk                       |                       |                    | restanten ondergronds                                                                                   |                            |            |
| Nieuwe steen, Het              | Delft                  | Delft                          |                       |                    | verbouwd                                                                                                |                            |            |
| Noordwijk                      | Noordwijk              | Noordwijk                      |                       |                    | |                            |            |
| Oegstgeest                     | Oegstgeest             | Oegstgeest                     |                       |                    | |                            |            |
| Oud-Alkemade                   | Warmond                | Teylingen                      |                       |                    | Een helft van het kasteelterrein: restanten ondergronds; andere helft: vergraven door aanleg jachthaven |                            |            |
| Oud-Poelgeest                  | Oegstgeest             | Oegstgeest                     |                       |                    | | nee                        |            |
| Oud Teylingen / Lockhorst      | Warmond                | Teylingen                      | 13e eeuw              |                    | afgebroken in 1814; restanten ondergronds, grotendeels vergraven door aanleg jachthaven                 |                            |            |
| Paddenpoel                     | Leiden                 | Leiden                         |                       |                    | gracht zichtbaar                                                                                        |                            |            |
| Palenstein                     | Zoetermeer             | Zoetermeer                     | eind 14de eeuw        | Vierhoekig kasteel | Gesloopt rond 1791                                                                                      | restanten ondergronds      |            |
| Persijn                        | Wassenaar              | Wassenaar                      | 1554-1558             |                    | restanten ondergronds                                                                                   | afgebroken in de 18de eeuw |            |
| Groot Poelgeest                | Koudekerk aan den Rijn | Rijnwoude                      |                       |                    | restanten                                                                                               |                            |            |
| Polanen                        | Monster                | Westland                       |                       |                    | restanten ondergronds                                                                                   | nee                        |            |
| Poortugaal                     | Rotterdam              | Rotterdam                      |                       |                    | restanten ondergronds                                                                                   |                            |            |
| Puttensteyn                    | Oud-Beijerland         | Hoeksche Waard                 | 13e eeuw              |                    | 1304 verwoest                                                                                           |                            |            |
| Raaphorst                      | Wassenaar              | Wassenaar                      |                       |                    | restanten ondergronds                                                                                   |                            |            |
| Ravesteyn                      | Heenvliet              | Nissewaard                     |                       |                    | restanten                                                                                               | ja                         |            |
| Rhoon                          | Rhoon                  | Albrandswaard                  |                       |                    | restanten ondergronds                                                                                   |                            |            |
| Rijksdorp                      | Wassenaar              | Wassenaar                      |                       |                    | restanten ondergronds                                                                                   |                            |            |
| Rijnegom                       | Zoeterwoude-Rijndijk   | Zoeterwoude                    | 1250                  |                    | 1574 verwoest                                                                                           |                            |            |
| Rijnenburg                     | Hazerswoude-Rijndijk   | Alphen aan den Rijn (gemeente) | 13e eeuw              |                    | 1420 verwoest; hofstede uit 1614                                                                        |                            |            |
| Rodenburg                      | Leiden                 | Leiden                         | 13e eeuw              | ommuurde donjon    | 1574 verwoest                                                                                           |                            |            |
| Hofstad Rodenrijs              | Overschie              | Rotterdam                      | 13e eeuw              |                    | verdwenen                                                                                               |                            |            |
| Rodenrijs                      | Overschie              | Rotterdam                      | 13e eeuw              | mottekasteel       | verdwenen                                                                                               |                            |            |
| Rosenburgh                     | Voorschoten            | Voorschoten                    | eind 13e eeuw         |                    | afgebroken vóór 1730, restanten ondergronds                                                             |                            |            |
| Roucoop                        | Voorschoten            | Voorschoten                    | vóór 1468             |                    | restanten ondergronds                                                                                   |                            |            |
| Santhorst                      | Wassenaar              | Wassenaar                      | 13e eeuw              |                    | restanten ondergronds                                                                                   |                            |            |
| Schelluinderberg               | Schelluinen            | Molenlanden                    | 1545-1546             | buitenhuis         | verbouwd in 1563-1566                                                                                   | nee                        |            |
| Kasteel van Schoonhoven        | Schoonhoven            | Krimpenerwaard                 | 1524                  |                    | nooit voltooid                                                                                          |                            |            |
| Schonenburg                    | Nieuw-Lekkerland       | Molenlanden                    | 13e eeuw (?)          |                    | afgebroken 15e eeuw, de donk is nog zichtbaar                                                           |                            |            |
| Slot, 't                       | Noordeloos             | Molenlanden                    | vóór 1413             |                    | restanten ondergronds                                                                                   |                            |            |
| Souburg                        | Alblasserdam           | Alblasserdam                   | 1280                  |                    | 19e-eeuwse boerderij                                                                                    |                            |            |
| Spangen, ter                   | Overschie              | Rotterdam                      |                       |                    | restanten na 1943 verwijderd bij aanleg industrieterrein Spaanse Polder                                 |                            |            |
| Specke, Ter                    | Lisse                  | Lisse                          | 14e eeuw              |                    | bouwhuis 18e eeuw                                                                                       |                            |            |
| Starrenburg                    | Overschie              | Rotterdam                      | 13e eeuw              |                    | restanten ondergronds                                                                                   |                            |            |
| Dirks Steenhuis                | Warmond                | Teylingen                      | 13e eeuw              |                    | afgebroken vóór 1386; slotgrachten nog aanwezig                                                         |                            |            |
| Steenvoorde                    | Rijswijk               | Rijswijk                       |                       |                    | restanten ondergronds                                                                                   |                            |            |
| Stenevelt                      | Leiden                 | Leiden                         | circa 1500            |                    | restanten ondergronds                                                                                   |                            |            |
| Teylingen                      | Voorhout               | Teylingen                      |                       |                    | restanten                                                                                               | ja                         |            |
| Tol, Den                       | Koudekerk aan den Rijn | Rijnwoude                      | 13e eeuw              |                    | 1781, herbouwd als herenhuis, verbouwd tot boerderij                                                    | nee                        |            |
| Torenvliet                     | Valkenburg             | Katwijk                        | middeleeuwen          |                    | rond 1740 afgebroken                                                                                    |                            |            |
| Uiterlier                      | De Lier                | Westland                       |                       |                    | restanten ondergronds                                                                                   |                            |            |
| Valckenstein                   | Poortugaal             | Albrandswaard                  |                       |                    | verdwenen                                                                                               |                            |            |
| Waard                          | Leiden                 | Leiden                         |                       |                    | 1420 verwoest, locatie niet exact bekend                                                                |                            |            |
| Wadding, Ter                   | Voorschoten            | Voorschoten                    |                       |                    | restanten ondergronds                                                                                   |                            |            |
| Warmond                        | Warmond                | Teylingen                      |                       |                    | verbouwd                                                                                                | nee                        |            |
| Wassenaar, Hof van             | Wassenaar              | Wassenaar                      |                       |                    | restanten ondergronds                                                                                   |                            |            |
| Weena                          | Rotterdam              | Rotterdam                      |                       |                    | verdwenen                                                                                               |                            |            |
| Weer, Ter                      | Wassenaar              | Wassenaar                      | 13e eeuw              |                    | 1738 afgebroken                                                                                         |                            |            |
| Werve, de                      | Voorburg               | Leidschendam-Voorburg          |                       |                    | | nee                        |            |
| Werve, te                      | Rijswijk               | Rijswijk                       |                       |                    | verbouwd                                                                                                |                            |            |
| Westerbeek                     | Den Haag               | Den Haag                       |                       |                    | restanten ondergronds                                                                                   |                            |            |
| Wittenburg, De                 | Wassenaar              | Wassenaar                      |                       |                    | |                            |            |
| Woude, Huis te                 | Slikkerveer            | Ridderkerk                     | 1371                  |                    | restanten                                                                                               | ja                         |            |
| IJsselmonde                    | Oud-IJsselmonde        | Rotterdam                      | vanaf de 11e eeuw     |                    | restanten ondergronds                                                                                   |                            |            |
| Zand, 't                       | Katwijk                | Katwijk                        | 1320                  |                    | 1420 verwoest; restanten ondergronds                                                                    |                            |            |
| Zevender                       | Schoonhoven            | Krimpenerwaard                 | 13e eeuw              |                    | gracht zichtbaar                                                                                        |                            |            |
| Kasteel aan de Zevender        | Schoonhoven            | Krimpenerwaard                 | eerste helft 13e eeuw |                    | afgebroken in 1542                                                                                      |                            |            |
| Zijlhof/Huis ter Zijl          | Leiderdorp             | Leiderdorp                     | 13e eeuw              |                    | restanten ondergronds                                                                                   |                            |            |
| Zonneveld                      | Valkenburg             | Katwijk                        | vóór 1282             |                    | in 1784 afgebroken                                                                                      |                            |            |
| Zuidwijk                       | Wassenaar              | Wassenaar                      |                       |                    | restanten ondergronds                                                                                   | nee                        |            |
| Zwammerdam                     | Zwammerdam             | Alphen aan den Rijn            |                       |                    | restanten ondergronds                                                                                   |                            |            |
| Zwieten                        | Zoeterwoude            | Zoeterwoude                    | 14e eeuw              |                    | afgebroken in 1795-1805, restanten ondergronds                                                          |                            |            |

Drenthe ·
Flevoland ·
Friesland ·
Gelderland ·
Groningen ·
Limburg ·
Noord-Brabant ·
Noord-Holland ·
Overijssel ·
Utrecht ·
Zeeland ·
Zuid-Holland